# Corpet-Louvet 1′C t SF 40-47 → TDCO 40-47 → CDCO 40-47

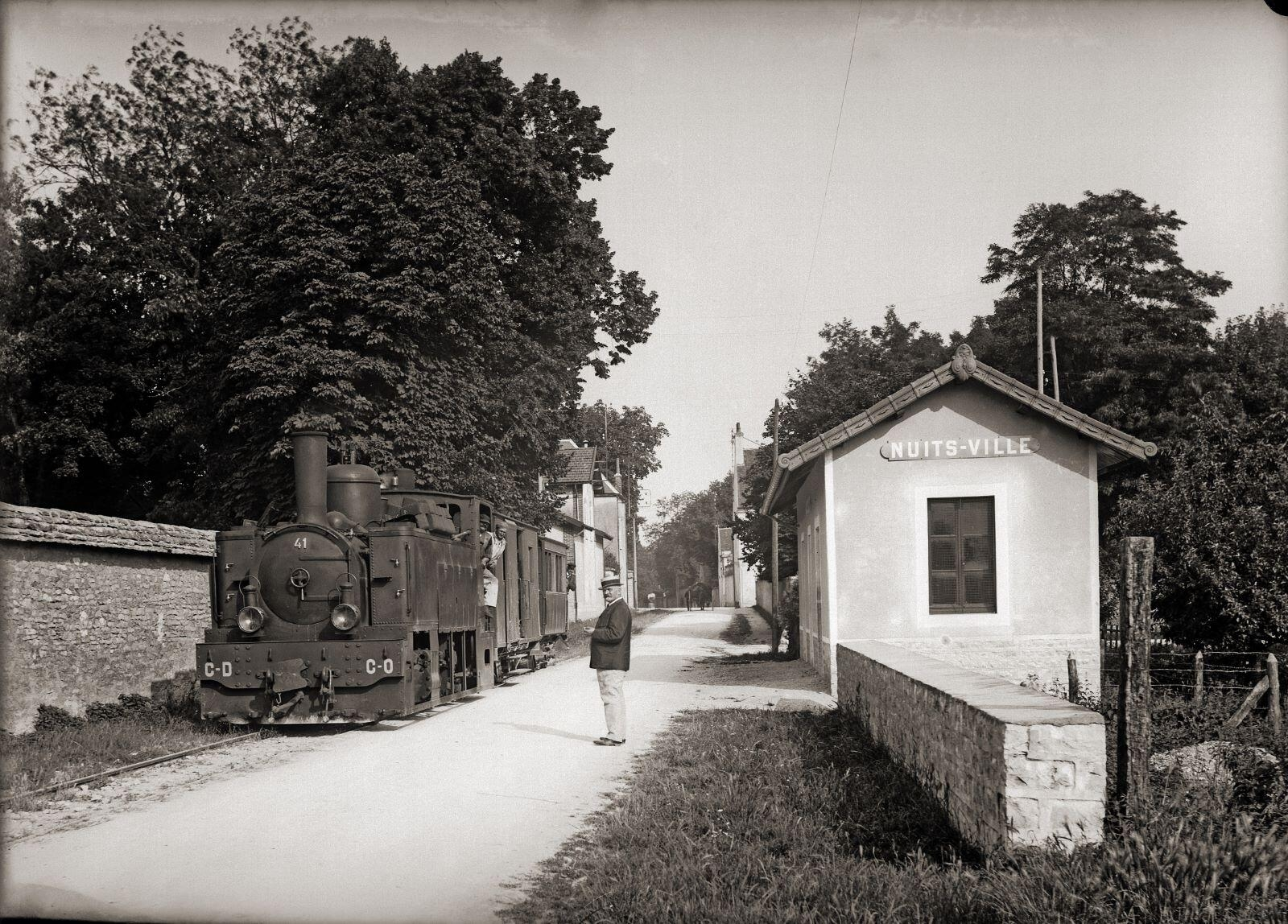
La locomotive 41 au CDCO.

La Corpet-Louvet 1′C t ou 130T est un modèle de locomotive à vapeur construit par Corpet-Louvet pour le réseau de la Côte-d'Or de la Compagnie des chemins de fer du Sud de la France (SF).

## Histoire

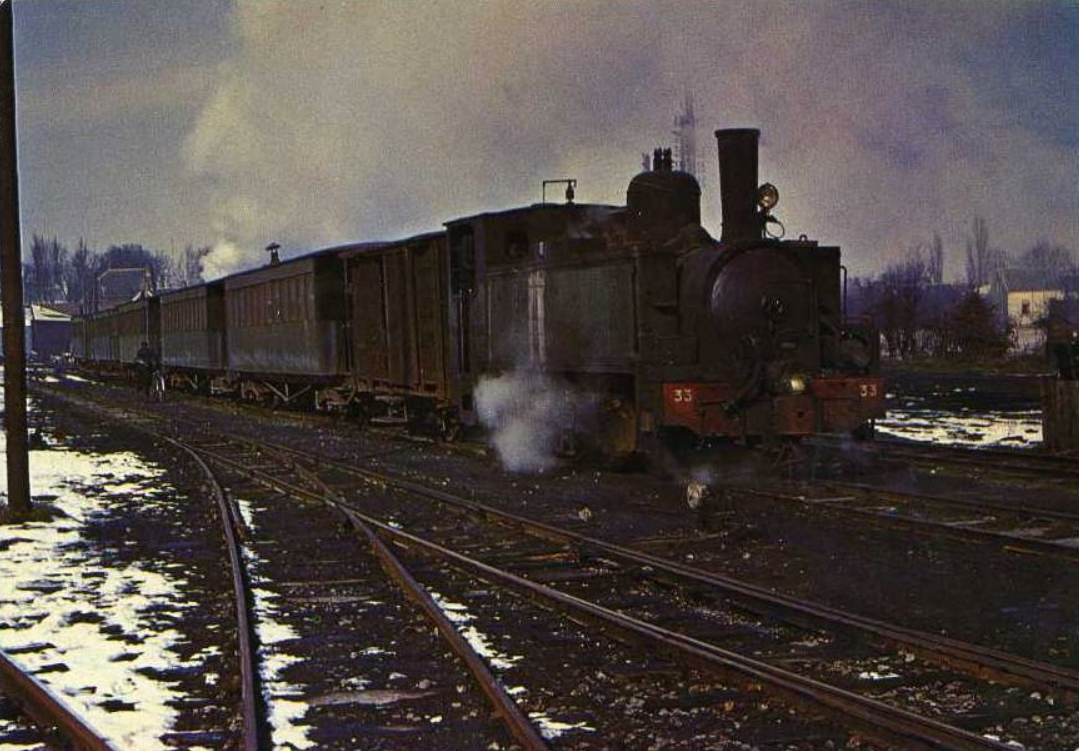
La 33 au CFC.

Les quatre première locomotives (40-43) sont livrées en mars et avril 1914, les quatre autres (44-47) entre mai et octobre 1921.
Les locomotives 41 et 44 sont vendues en 1936[réf. nécessaire] aux Chemins de fer du Cambrésis où elles prennent respectivement les numéros 33 et 32.

## Caractéristiques[1]
- Nombre : 8 ;
- Numéros constructeur : 1451-1458.